# 74e Primetime Emmy Awards
De 74e Primetime Emmy Awards, waarbij prijzen werden uitgereikt in verschillende categorieën voor de beste televisieprogramma's die tussen 1 juni 2021 en 31 mei 2022 op primetime op de Amerikaanse zenders werden uitgezonden, vond plaats op 12 september 2022.
De genomineerden werden bekendgemaakt op 12 juli door J.B. Smoove en Melissa Fumero.

## Winnaars en genomineerden
De winnaars staan bovenaan in vet lettertype.

### Programma's
| Komedieserie (Outstanding Comedy Series) | Dramaserie (Outstanding Drama Series)                                                                              |
| --- | --- |
| - Ted Lasso - Abbott Elementary - Barry - Curb Your Enthusiasm - Hacks - The Marvelous Mrs. Maisel - Only Murders in the Building - What We Do in the Shadows  | - Succession - Better Call Saul - Euphoria - Ozark - Severance - Squid Game - Stranger Things - Yellowjackets      |
| Miniserie (Outstanding Limited or Anthology Series) | Talentenjacht (Outstanding Competition Program)                                                                    |
| - The White Lotus - Dopesick - The Dropout - Inventing Anna - Pam & Tommy                                                                                      | - Lizzo's Watch Out for the Big Grrrls - The Amazing Race - Nailed It! - RuPaul's Drag Race - Top Chef - The Voice |
| Variété talkshow (Outstanding Variety Talk Series) | Variété sketchshow (Outstanding Variety Sketch Series)                                                             |
| - Last Week Tonight with John Oliver - The Daily Show with Trevor Noah - Jimmy Kimmel Live! - Late Night with Seth Meyers - The Late Show with Stephen Colbert | - Saturday Night Live - A Black Lady Sketch Show                                                                   |

### Acteurs

#### Hoofdrollen
| Mannelijke hoofdrol in een komedieserie (Outstanding Lead Actor in a Comedy Series) | Vrouwelijke hoofdrol in een komedieserie (Outstanding Lead Actress in a Comedy Series) |
| --- | --- |
| - Jason Sudeikis als Ted Lasso – Ted Lasso - Donald Glover als Earn – Atlanta - Bill Hader als Barry Berkman / Barry Block – Barry - Nicholas Hoult als Peter / Poegatsjov – The Great - Steve Martin als Charles-Haden Savage – Only Murders in the Building - Martin Short als Oliver Putnam – Only Murders in the Building | - Jean Smart als Deborah Vance – Hacks - Rachel Brosnahan als Miriam Maisel – The Marvelous Mrs. Maisel - Quinta Brunson als Janine Teagues – Abbott Elementary - Kaley Cuoco als Cassie Bowden – The Flight Attendant - Elle Fanning als Catharina de Grote – The Great - Issa Rae als Issa – Insecure |
| Mannelijke hoofdrol in een dramaserie (Outstanding Lead Actor in a Drama Series) | Vrouwelijke hoofdrol in een dramaserie (Outstanding Lead Actress in a Drama Series) |
| - Lee Jung-jae als Seong Gi-hun – Squid Game - Jason Bateman als Marty Byrde – Ozark - Brian Cox als Logan Roy – Succession - Bob Odenkirk als Jimmy McGill / Saul Goodman – Better Call Saul - Adam Scott als Mark Scout – Severance - Jeremy Strong als Kendall Roy – Succession                                            | - Zendaya als Rue – Euphoria - Jodie Comer als Villanelle – Killing Eve - Laura Linney als Wendy Byrde – Ozark - Melanie Lynskey als Shauna – Yellowjackets - Sandra Oh als Eve Polastri – Killing Eve - Reese Witherspoon als Bradley Jackson – The Morning Show                                       |
| Mannelijke hoofdrol in een miniserie of televisiefilm (Outstanding Lead Actor in a Limited or Anthology Series or Movie) | Vrouwelijke hoofdrol in een miniserie of televisiefilm (Outstanding Lead Actress in a Limited or Anthology Series or Movie) |
| - Michael Keaton als Samuel Finnix – Dopesick - Colin Firth als Michael Peterson – The Staircase - Andrew Garfield als Jeb Pyre – Under the Banner of Heaven - Oscar Isaac als Jonathan – Scenes from a Marriage - Himesh Patel als Jeevan Chaudhary – Station Eleven - Sebastian Stan als Tommy Lee – Pam & Tommy            | - Amanda Seyfried als Elizabeth Holmes – The Dropout - Toni Collette als Kathleen – The Staircase - Julia Garner als Anna Delvey – Inventing Anna - Lily James als Pamela Anderson – Pam & Tommy - Sarah Paulson als Linda Tripp – Impeachment: American Crime Story - Margaret Qualley als Alex – Maid |

#### Bijrollen
| Mannelijke bijrol in een komedieserie (Outstanding Supporting Actor in a Comedy Series) | Vrouwelijke bijrol in een komedieserie (Outstanding Supporting Actress in a Comedy Series) |
| --- | --- |
| - Brett Goldstein als Roy Kent – Ted Lasso - Anthony Carrigan als NoHo Hank – Barry - Toheeb Jimoh als Sam Obisanya – Ted Lasso - Nick Mohammed als Nathan Shelley – Ted Lasso - Tony Shalhoub als Abe Weissman – The Marvelous Mrs. Maisel - Tyler James Williams als Gregory Eddie – Abbott Elementary - Henry Winkler als Gene Cousineau – Barry - Bowen Yang als diverse personages – Saturday Night Live | - Sheryl Lee Ralph als Barbara Howard – Abbott Elementary - Alex Borstein als Susie Myerson – The Marvelous Mrs. Maisel - Hannah Einbinder als Ava Daniels – Hacks - Janelle James als Ava Coleman – Abbott Elementary - Kate McKinnon als diverse personages – Saturday Night Live - Sarah Niles als Sharon Fieldstone – Ted Lasso - Juno Temple als Keeley Jones – Ted Lasso - Hannah Waddingham als Rebecca Welton – Ted Lasso |
| Mannelijke bijrol in een dramaserie (Outstanding Supporting Actor in a Drama Series) | Vrouwelijke bijrol in een dramaserie (Outstanding Supporting Actress in a Drama Series) |
| - Matthew Macfadyen als Tom Wambsgans – Succession - Nicholas Braun als Greg Hirsch – Succession - Billy Crudup als Cory Ellison – The Morning Show - Kieran Culkin als Roman Roy – Succession - O Yeong-su als Oh Il-nam – Squid Game - Park Hae-soo als Cho Sang-woo – Squid Game - John Turturro als Irving Bailiff – Severance - Christopher Walken als Burt Goodman – Severance                          | - Julia Garner als Ruth Langmore – Ozark - Patricia Arquette als Harmony Cobel – Severance - HoYeon Jung als Kang Sae-byeok – Squid Game - Christina Ricci als Misty – Yellowjackets - Rhea Seehorn als Kim Wexler – Better Call Saul - J. Smith-Cameron als Gerri Kellman – Succession - Sarah Snook als Shiv Roy – Succession - Sydney Sweeney als Cassie – Euphoria                                                            |
| Mannelijke bijrol in een miniserie of televisiefilm (Outstanding Supporting Actor in a Limited or Anthology Series or Movie) | Vrouwelijke bijrol in een miniserie of televisiefilm (Outstanding Supporting Actress in a Limited or Anthology Series or Movie) |
| - Murray Bartlett als Armond – The White Lotus - Jake Lacy als Shane Patton – The White Lotus - Will Poulter als Billy Cutler – Dopesick - Seth Rogen als Rand Gauthier – Pam & Tommy - Peter Sarsgaard als Rick Mountcastle – Dopesick - Michael Stuhlbarg als Richard Sackler – Dopesick - Steve Zahn als Mark Mossbacher – The White Lotus                                                                 | - Jennifer Coolidge als Tanya – The White Lotus - Connie Britton als Nicole Mossbacher – The White Lotus - Alexandra Daddario als Rachel Patton – The White Lotus - Kaitlyn Dever als Betsy Mallum – Dopesick - Natasha Rothwell als Belinda – The White Lotus - Sydney Sweeney als Olivia Mossbacher – The White Lotus - Mare Winningham als Diane Mallum – Dopesick                                                             |

### Regie
| Regie van een komedieserie (Outstanding Directing for a Comedy Series) | Regie van een dramaserie (Outstanding Directing for a Drama Series) |
| --- | --- |
| - Ted Lasso (Aflevering: "No Weddings and a Funeral") – MJ Delaney - Atlanta (Aflevering: "New Jazz") – Hiro Murai - Barry (Aflevering: "710N") – Bill Hader - Hacks (Aflevering: "There Will Be Blood") – Lucia Aniello - The Ms. Pat Show (Aflevering: "Baby Daddy Groundhog Day") – Mary Lou Belli - Only Murders in the Building (Aflevering: "The Boy from 6B") – Cherien Dabis - Only Murders in the Building (Aflevering: "True Crime") – Jamie Babbit | - Squid Game (Aflevering: "Red Light, Green Light") – Hwang Dong-hyuk - Ozark (Aflevering: "A Hard Way to Go") – Jason Bateman - Severance (Aflevering: "The We We Are") – Ben Stiller - Succession (Aflevering: "All the Bells Say") – Mark Mylod - Succession (Aflevering: "The Disruption") – Cathy Yan - Succession (Aflevering: "Too Much Birthday") – Lorene Scafaria - Yellowjackets (Aflevering: "Pilot") – Karyn Kusama |
| Regie van een miniserie of televisiefilm (Outstanding Directing for a Limited or Anthology Series or Movie) | |
| - The White Lotus – Mike White - Dopesick (Aflevering: "The People vs. Purdue Pharma") – Danny Strong - The Dropout (Aflevering: "Green Juice") – Michael Showalter - The Dropout (Aflevering: "Iron Sisters") – Francesca Gregorini - Maid (Aflevering: "Sky Blue") – John Wells - Station Eleven (Aflevering: "Wheel of Fire") – Hiro Murai | |

### Scenario
| Scenario voor een komedieserie (Outstanding Writing for a Comedy Series) | Scenario voor een dramaserie (Outstanding Writing for a Drama Series) |
| --- | --- |
| - Abbott Elementary (Aflevering: "Pilot") – Quinta Brunson - Barry (Aflevering: "710N") – Duffy Boudreau - Barry (Aflevering: "starting now") – Alec Berg and Bill Hader - Hacks (Aflevering: "The One, the Only") – Lucia Aniello, Paul W. Downs en Jen Statsky - Only Murders in the Building (Aflevering: "True Crime") – Steve Martin en John Hoffman - Ted Lasso (Aflevering: "No Weddings and a Funeral") – Jane Becker - What We Do in the Shadows (Aflevering: "The Casino") – Sarah Naftalis - What We Do in the Shadows (Aflevering: "The Wellness Center") – Stefani Robinson | - Succession (Aflevering: "All the Bells Say") – Jesse Armstrong - Better Call Saul (Aflevering: "Plan and Execution") – Thomas Schnauz - Ozark (Aflevering: "A Hard Way to Go") – Chris Mundy - Severance (Aflevering: "The We We Are") – Dan Erickson - Squid Game (Aflevering: "One Lucky Day") – Hwang Dong-hyuk - Yellowjackets (Aflevering: "F Sharp") – Jonathan Lisco, Ashley Lyle en Bart Nickerson - Yellowjackets (Aflevering: "Pilot") – Ashley Lyle en Bart Nickerson |
| Scenario voor een miniserie of televisiefilm (Outstanding Writing for a Limited or Anthology Series or Movie) | Scenario voor een variété special (Outstanding Writing for a Variety Special) |
| - The White Lotus – Mike White - Dopesick (Aflevering: "The People vs. Purdue Pharma") – Danny Strong - The Dropout (Aflevering: "I'm in a Hurry") – Elizabeth Meriwether - Impeachment: American Crime Story (Aflevering: "Man Handled") – Sarah Burgess - Maid (Aflevering: "Snaps") – Molly Smith Metzler - Station Eleven (Aflevering: "Unbroken Circle") – Patrick Somerville | - Jerrod Carmichael: Rothaniel – Jerrod Carmichael - Ali Wong: Don Wong – Ali Wong - The Daily Show with Trevor Noah Presents: Jordan Klepper Fingers the Globe – Hungary for Democracy – Ian Berger, Devin Delliquanti, Jennifer Flanz, Jordan Klepper, Zhubin Parang en Scott Sherman - Nicole Byer: BBW (Big Beautiful Weirdo) – Nicole Byer - Norm Macdonald: Nothing Special – Norm Macdonald                                                                                 |